# Mariana Duque Mariño
Mariana Duque Mariño (12. kolovoza 1989.) kolumbijska je tenisačica. U pojedinačnoj konkurenciji osvojila je jedan WTA turnir u svojem rodnom gradu Bogoti svladavši u finalu Njemicu Angelique Kerber u dva seta (6:4, 6:3) dok je u parovima osvojila dva WTA turnira u paru sa sunarodnjakinjom Catalinom Castaño.

## Osvojeni turniri

### Pojedinačno (1 WTA)
| Br. | Datum             | Turnir | Suparnica u finalu | Rezultat |
| 1.  | 21. veljače 2010. | Bogotá | Angelique Kerber   | 6:4, 6:3 |

### Parovi (2 WTA)
| Br. | Datum             | Turnir | Partnerica       | Suparnice u finalu                 | Rezultat         |
| 1.  | 22. srpnja 2012.  | Båstad | Catalina Castaño | Eva Hrdinová Mervana Jugić-Salkić  | 4:6, 7:5, [10-5] |
| 2.  | 11. veljače 2013. | Cali   | Catalina Castaño | Florencia Molinero Teliana Pereira | 3:6, 6:1, [10-5] |